# Type 94 (mortaio)
Il Type 94 è stato un mortaio pesante da fanteria (in lingua giapponese Ku-yon-shiki kyokusha hōheihō) in calibro 90 mm, introdotto nel 1935 dall'Impero giapponese per l'esercito imperiale. Con una gittata di oltre 3.500 metri, il mortaio dette prova di essere un'arma decisamente efficace nel ruolo di supporto ravvicinato e le armate giapponesi lo adoperarono con successo durante la seconda guerra sino-giapponese e la seconda guerra mondiale.

## Sviluppo e produzione
I primi anni di guerra in Cina avevano dimostrato che l'artiglieria non sempre riusciva ad appoggiare le truppe quando richiesto a causa della complessa morfologia del territorio; inoltre il mortaio standard dei primi anni trenta era il Type 11 da 70 mm, un pezzo simile a quelli adoperati nella prima guerra mondiale e con una modesta gittata appena superiore ai 1.500 metri. La necessità di un nuovo tipo di mortaio si fece dunque importante e durante il 1934 venne progettato e completato il "Type 94", denominazione derivante dalle ultime due cifre del corrente anno imperiale (il 2594, corrispondente al 1934 del calendario gregoriano). Venne costruito in 450 esemplari.

## Caratteristiche

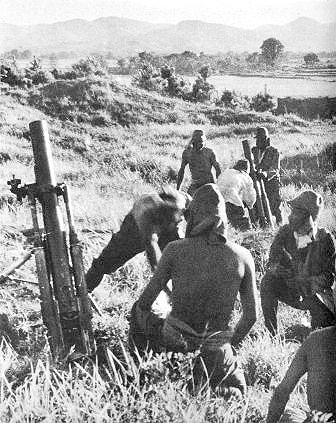
Un mortaio Type 94 in azione; si notino le dimensioni

Il Type 94 si componeva di quattro parti principali. La canna in un unico pezzo pesante 33,74 chili era ad anima liscia, diversamente da tutti i mortai fino ad allora utilizzati che presentavano la canna rigata. Il diametro interno misurava 90,5 mm e la lunghezza complessiva era di 1270 mm; ai due lati della canna correvano due cilindri che funzionavano da ammortizzatore di rinculo: i due cilindri erano collegati all'estremità inferiore da un singolo giogo scorrevole a forma di "U", terminante in una piccola sfera. Il complesso d'ammortizzazione pesava ben 47 chili.
Per mezzo della sfera, la canna era vincolata dalla culatta a una piastra d'appoggio di forma rettangolare (72,4 × 47 cm) dal peso di circa 40 chili e con tre sedi sferiche, volutamente progettata con tali specifiche per scaricare a terra la grande forza generata dallo sparo. Circa a metà lunghezza della canna veniva agganciato il bipiede, una struttura da circa 33 chili dotata di due piccoli ammortizzatori ausiliari che andavano a trovarsi sotto la volata della canna; nel bipiede erano integrati gli organi preposti all'alzo (compreso tra i + 45° e i +80°) e al brandeggio (massimo 100°) del mortaio, rispettivamente possibili grazie a una manopola a scorrimento orizzontale posta sotto i due cilindretti e mediante una manovella ad azionamento manuale a scorrimento verticale, sistemata subito sotto. Le due aste del bipiede terminavano ciascuna con una piccola piastra dalla cui faccia inferiore sporgeva un punteruolo, atto a infiggersi nel terreno e dare maggior stabilità durante le operazioni di fuoco. In totale il mortaio Type 94 deteneva un peso di 159 chili a vuoto, il che rendeva necessario un nutrito gruppo di operatori per disassemblarlo e spostarlo di volta in volta.
Si potevano utilizzare bombe sia esplosive che fumogene: ogni ordigno di entrambi i tipi era lungo poco più di 44 cm contando anche la spoletta, pesava 5,2 chili e presentava la classica forma aerodinamica. I due modelli erano dotati di una carica primaria e di sei cariche secondarie da 216 grani cadauna. Esistevano anche bombe incendiarie che allo scoppio disperdevano su una vasta area 40 pallottole caricate con una mistura di fosforo bianco e solfuro di carbonio: sviluppato per la lotta in Cina, questo ordigno venne comunque prodotto in quantità molto limitate. Il metodo di sparo era molto semplice: l'artigliere prendeva una bomba e la lasciava cadere dentro la canna, al cui fondo era infisso un percussore che attivato dall'urto innescava la carica di lancio dell'arma. Il raggio di tiro utile era pari a 3.800 metri e la velocità alla volata raggiungeva i 227 m/s. Una fonte riporta una gittata massima di 3.700 metri mentre una terza riferisce che era compresa tra un minimo di circa 557 metri e un massimo di poco inferiore ai 3.800 metri.

## Impiego operativo
Il Type 94 ebbe il suo battesimo del fuoco durante le scaramucce contro le forze nazionaliste e comuniste cinesi, degenerate nel luglio 1937 in una vera e propria guerra: l'arma dette prova di affidabilità e anche notevole potenza, il che la rendeva una valida sostituta delle artiglierie campali quando non immediatamente disponibili. Dopo l'attacco di Pearl Harbor e l'inizio della guerra nel Pacifico, il mortaio Type 94 confermò la propria fama durante la conquista delle Filippine, le altre fulminee conquiste nipponiche e nelle varie fasi dell'estenuante campagna di Guadalcanal. In seguito venne sempre più impiegato da postazioni difensive ben protette per interdire l'avanzata delle truppe statunitensi, che dalla fine del 1942 avevano strappato all'Impero del Sol Levante l'iniziativa militare. Continuò a servire con efficacia l'esercito giapponese nei vari teatri di guerra fino alla conclusione del conflitto nell'agosto 1945.

## Varianti
Il sofisticato progetto del Type 94 venne rivisto nel 1937, creando il pari calibro Type 97 (Kunana shiki kyokusha hōheihō): tale versione, da non confondersi con l'omonimo Type 97 in calibro 81 mm, era priva dei meccanismi d'ammortizzazione ai lati della canna (accorciata a 1217 mm) e l'alzo raggiungeva i + 85°; per il resto le prestazioni balistiche rimasero invariate. La produzione ammontò a 600 esemplari.